# Гуманітарна екологія
Гуманітарна екологія — напрямок в  екології, що вивчає нематеріальні (символічні, етичні,  релігійні,  культурні, естетичні та ін.) цінності  природи за допомогою методів гуманітарних наук —  етики,  естетики,  антропології,  сакральної екології,  права,  культурології,  теології,  історії,  етнографії,  соціології,  психології,  археології,  політології,  лінгвістики,  фольклористики тощо  
Гуманітарна екологія відкриває релігійний, філософський, естетичний, загальнокультурний, образний і  емоційний вимір дикої природи і являє собою синтез екології з гуманітарними знаннями. Гуманітарна екологія досліджує також символічні, психологічні, релігійні, етичні,  ментальні та інші причини деструктивного ставлення людей до природи і шукає шляхи зміни цього.
Одним з напрямків гуманітарної екології, що швидко розвиваються, є сакральна екологія, науковий напрямок, що вивчає взаємини людини з середовищем проживання з позиції релігійної свідомості.
Статті з гуманітарної екології публікуються в  Гуманітарному екологічному журналі (Україна) і в «Environmental values» (Велика Британія).

## Ресурси Інтернету
- Тагарова Е. Гуманитарная экология [недоступне посилання з липня 2019]
- Гуманітарна екологія
- Журнал Environmental_Values Environmental Values[en]
- Гуманітарна екологія  [Архівовано 7 січня 2010 у Wayback Machine.]